# Reta (España)
Reta (Erreta en euskera) es una entidad de población española del municipio de Izagaondoa, perteneciente a la Comunidad Foral de Navarra.

## Historia
Hacia mediados del siglo XIX, el lugar, ya por entonces perteneciente a Izagaondoa, tenía contabilizada una población de 96 habitantes. Aparece descrito en el decimotercer volumen del Diccionario geográfico-estadístico-histórico de España y sus posesiones de Ultramar de Pascual Madoz con las siguientes palabras:

RETA: l. del ayunt. y valle de Izagaondoa, en la prov. y c. g. de Navarra, part. jud. de Aoiz (1 1/2 leg.), aud. terr. y dióc. de Pamplona (4): sit. sobre una loma, en el estremo N. del monte Izaga; clima frio; reina el viento N. y se padecen calenturas. Tiene 20 casas que forman una calle estrecha y mal empedrada; escuela de primera educacion para ambos sexos frecuentada por 30 alumnos y dotada con 700 rs.; igl. parr. de entrada (San Pedro) servida por un abad de provision de los vecinos; una ermita (San Bartolomé), y para surtido de los vecinos una fuente de muy buenas aguas. El térm. se estiende media legua de E. á O. é igual dist. de N. á S., y confina N. Mendinueta; E. Ardanaz; S. Alzorroz, y O. Zuazu; hallándose en él varios montes poblados de robles, hayas, y fresnos; hay tambien canteras de piedra caliza, y varios prados con buenos pastos para los ganados. El terreno aunque secano, es bastante productivo; le atraviesa un arroyo, que pasando por las inmediaciones del l. va á desaguar al r. Erro. caminos: los que conducen á Lumbier, Aoiz y Pamplona, en mal estado: el correo se recibe de Urroz, por balijero. prod.: trigo, maiz, cebada, avena, garbanzos, habas, patatas y vino: cria de ganado lanar, vacuno y cabrio; caza de corzos, lobos, liebres, perdices y codornices. pobl.: 21 vec., 96 alm. riqueza: con el valle (V.).
(Madoz, 1849, p. 426)

En 2022, tenía empadronados diecisiete habitantes.

## Patrimonio
Hay en el lugar una iglesia de San Pedro.